# HR 5110
Désignations
HR 5110, également désignée BH Canum Venaticorum (en abrégé BH CVn), est une étoile binaire de cinquième magnitude de la constellation boréale des Chiens de chasse. Le système présente une parallaxe annuelle de 21,33 ± 0,09 mas telle que mesurée par le satellite Gaia, ce qui permet d'en déduire qu'il est distant de 46,89 ± 0,20 pc (∼153 al) de la Terre. Il s'éloigne du Système solaire à une vitesse radiale héliocentrique de +6 km/s.
HR 5110 est une étoile binaire rapprochée avec une période orbitale de 2,6 jours et dont le plan orbital est orienté presque de face. Elle est classée comme une variable de type RS Canum Venaticorum, dont la variabilité est en grande partie due à l'activité chromosphérique de la composante secondaire. Sa magnitude apparente varie entre 4,94 et 5,01 selon une période proche de la période orbitale du système. Elle a également pu être considérée comme une binaire à éclipses de type Algol.
La composante primaire plus chaude, désignée HR 5110 A, est une sous-géante jaune-blanc de type spectral F2 IV, indiquant qu'elle est en train de quitter la séquence principale après avoir consommé l'hydrogène qui était contenu dans son cœur. L'étoile est 1,5 fois plus massive que le Soleil et son rayon est 2,6 fois plus grand que le rayon solaire. Elle a également été classée comme une étoile Am.
La composante secondaire plus froide, HR 5110 B, est une sous-géante orange de type K0 IV. Sa masse vaut seulement 80 % celle du Soleil mais son rayon est 3,4 fois plus grand que le rayon solaire. Vu la séparation faible de la paire et vu le type spectral de la composante secondaire, cette dernière est probablement en train de remplir son lobe de Roche. Cette étoile est aussi très probablement à l'origine des émissions en ondes radio du système, et l'alignement de ce signal est consistant avec la présence d'une tache stellaire polaire.